# برسية جامايكية
برسية جامايكية (الاسم العلمي:Gnaphalium jamaicense) هي نوع من النباتات تتبع جنس البرسية من الفصيلة النجمية.